# Uganda en los Juegos Olímpicos de Río de Janeiro 2016
Uganda estuvo representada en los Juegos Olímpicos de Río de Janeiro 2016 por un total de 21 deportistas que compitieron en 3 deportes. Responsable del equipo olímpico es el Comité Olímpico de Uganda, así como las federaciones deportivas nacionales de cada deporte con participación.
El portador de la bandera en la ceremonia de apertura fue el nadador Joshua Tibatemwa. El equipo olímpico de Uganda no obtuvo ninguna medalla en estos Juegos.